# Nhện lưng đỏ
Nhện lưng đỏ (tên khoa học Latrodectus hasseltii) là một loài nhện nguy hiểm bản địa Úc. Nó là một thành viên của chi Latrodectus, nhện góa phụ, được tìm thấy trên khắp thế giới. Con cái dễ dàng được nhận ra bởi cơ thể màu đen với một sọc đỏ nổi bật ở phía trên (tức là lưng) hoặc bụng của nó. Con cái có chiều dài cơ thể của khoảng 10 milimét (0,4 in) trong khi con đực nhỏ hơn, chỉ 3–4 mm (0.12–0.16 in). Con nhện lưng đỏ là một trong vài loài nhện ăn thịt đồng loại khi đang giao phối.
Nhện lưng đỏ được coi là một trong những con nhện nguy hiểm nhất tại Úc. Chúng có nọc độc thần kinh gây hại cho con người với vết cắn gây đau nghiêm trọng, thường trong vòng 24 giờ. Antivenom là một loại thuốc có sẵn được bán rộng rãi, và kể từ khi được giới thiệu vào năm 1956, không còn ca tử vong nào do vết cắn của nhện lưng đỏ.